# GPS Portland Phoenix
Maillots
Le GPS Portland Phoenix est un club professionnel de soccer basé à Portland (Maine) aux États-Unis. Le club a intégré la quatrième division américaine, Premier Development League, en 2010 et évolue dans la Northeast Division de la Eastern Conference.

## Histoire
Les Phoenix obtiennent les droits pour s'établir comme franchise en Premier Development League de la part des Cape Cod Crusaders, champions de PDL en 2002 et 2003 et qui quittent la ligue au terme de la saison 2008. L'équipe de soccer fait partie d'une organisation sportive plus large baptisée Maine Premier Soccer ("MPS"), fondée en 2009 comme compagnie sœur de Massachusetts Premier Soccer, avec l'ambition de développer d'aspirants joueurs et entraîneurs professionnels dans le Maine.
L'équipe joue sa première rencontre officielle le 9 mai 2010 avec une victoire 3-0 contre les Westchester Flames. Le premier but de l'histoire de la franchise a été inscrit par Chris Banks.
En 2012, Global Premier Soccer renomme l'équipe de Portland Maine Phoenix en GPS Portland Phoenix.

### Logos

Logo actuel

### Stades
- Memorial Stadium at Deering High School Portland (2010–)
- Scarborough High School Stadium; Scarborough 2 rencontres (2010-2011)
- Windham High School Stadium; Windham 1 rencontre (2010)

## Personnalités du club

### Joueurs notables
- Bryan Gaul
- Aaron Schoenfeld
- Charlie Rugg
- Ryan Thompson

### Entraîneurs
- Alistair Bain (2010–)

## Saisons

### Bilan par saison
| Saison | Division | Ligue   | Saison régulière | Playoffs                  | Open Cup      |
| ------ | -------- | ------- | ---------------- | ------------------------- | ------------- |
| 2010   | 4        | USL PDL | 2e, Northeast    | Demi-finale de conférence | Non qualifié  |
| 2011   | 4        | USL PDL | 1er, Northeast   | Playoff de division       | Non qualifié  |
| 2012   | 4        | USL PDL | 2e, Northeast    | Playoff de division       | Non qualifié  |
| 2013   | 4        | USL PDL | 2e, Northeast    | Playoff de division       | Deuxième tour |
| 2014   | 4        | USL PDL | 6e, Northeast    | Non qualifié              | Premier tour  |
| 2015   | 4        | USL PDL | 1er, Northeast   | Demi-finale de conférence | Non qualifié  |

### Affluence moyenne
Les affluences sont calculées par la moyenne des affluences reportées par les équipes lorsqu'elles jouent à domicile.
- 2010: 426
- 2011: 483
- 2012: 550
- 2013: 645
- 2014 : 525
- 2015 : 512